# Климченко Костянтин Михайлович
Костянтин Михайлович Кли́мченко (нар. 1816 — пом. 10 вересня 1849, Рим) — російський скульптор українського походження.

## Біографія
Народився у 1816 році. Впродовж 1834—1839 років був вільним слухачем Петербурзької академії мистецтв, де у листопаді 1836 року був призначений до академіка Самуїла Гальберга. За час навчання отримав:
- золоті медалі
  - другу за барельєф «Жертвопринесення Авраама» (30 вересня 1838);
  - першу за круглу статую «Паріс з яблуком» (19 вересня 1839);
- другу срібну
  - за малюнок з натури (14 квітня 1834);
  - за ліпленими з натури (бюст M. Д. Кірєєва; 4 вересня 1837);
- схвалення
  - за бюст Венери (2 травня 1836);
  - за торс Бельведерский (29 серпня 1836);
  - за круглу голову з натури (1 травня 1837).

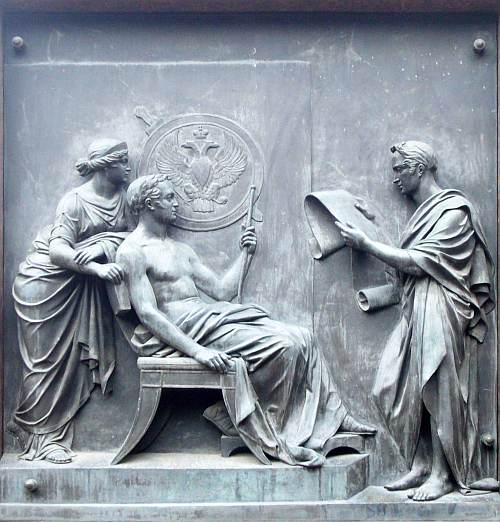
«Карамзін читає свою Історію російської держави перед імператором Олександром I»

Протягом 1840—1841 років виліпив барельєф «Карамзін читає свою Історію російської держави перед імператором Олександром I», для пам'ятника Миколі Карамзіну в Симбірську.
У 1842 році відправлений пансіонером до Риму. У Римі виконав статуї «Дівчина з люстерком» (Державний Російський музей), «Нарцис дивиться у воду» (1842—1845), у 1846 році виконав глиняний ескіз статуї «Вакханка»; займався створенням скульптурних прикрас для зовнішніх стін московського храму Христа-Спасителя. В 1849 році викликаний в Росію, разом з іншими пенсіонерами, але помер 29 серпня [10 вересня] 1849 року ще не встигнувши виїхати з Риму.